# Schubertiade Vorarlberg
Schubertiade Vorarlberg betragtes som den vigtigste Schubert-festival i verden. Betegnelsen Schubertiade stammer fra aftenener med Schubert-kompositioner i private omgivelser i løbet af komponisten Franz Schuberts levetid.
De nyere tids festspil blev grundlagt i 1976 i Hohenems som "Schubertiade Hohenems" af den tyske baryton Hermann Prey sammen med Gerd Nachbauer, der arrangerer kulturelle begivenheder i Østrig. Prey ville udføre alle Schuberts værker kronologisk. Efter uoverensstemmelser om nedskæringer trak Prey sig i 1981 og etablerede en koncertserie med samme navn i Wiener Musikverein, som fortsatte den kronologiske idé.
Vorarlberg Schubertiade fandt først sted i Palast Hohenems, grevens tidligere residens, fra 1991 som "Schubertiade Feldkirch" i Feldkirch med opførelser i området (inklusive Schwarzenberg og Schloss Achberg), men er siden 2001 ført som "Schubertiade Schwarzenberg" i netop Schwarzenberg (Vorarlberg).
To gange i løbet af hver sommer mødes i Schwarzenberg nogle af verdens mest kendte Liederfortolkere, pianister og instrumentalister - i de senere år bl.a. Ian Bostridge, Robert Holl, Christian Gerhaher, Matthias Goerne, Christoph Prégardien, Thomas Quasthoff, Michael Schade, Angelika Kirchschlager, Diana Damrau, Juliane Banse, Bernarda Fink, Elisabeth Leonskaja, Oleg Maisenberg, Till Fellner, Alfred Brendel, Graham Johnson, Lars Vogt, Renaud Capuçon og Gautier Capuçon - samt kammermusikensembler såsom Alban-Berg Kvartetten, Hagen-kvartetten, Artemis-kvartetten og Emerson-kvartetten. Derudover har kendte fortolkere afholdt mesterklasser indenfor både Lied og strygekvartet, som også er åbne for offentligheden. Programmet tiltrækker internationale musikkendere, der ofte er der i hele den tid, festivalen varer. De fleste arrangementer finder sted i Angelika Kauffmann-hallen, der blev udvidet i 2001, og er rost for sin ideelle akustik, samt i den mindre Dorfsaal.
Siden 2005 har Schubertiade GmbH igen med jævne mellemrum arrangeret koncerter i Hohenems, hvor det hele oprindeligt startede, under navnet "Schubertiade Hohenems". Koncerterne i Hohenems finder sted i en tidligere gymnastikhal, der er blevet ombygget til koncertsalen  Markus-Sittikus-Saal.
Med til festivalen hører også besøg på flere museer, med fokus på Franz Schubert.

## Kunstudstillinger på Schubertiade
- Martha Griebler Meisterzeichnungen og andre kunstnere til temaet "Musik-Musik" sammen med Bode Galerie & Edition fra 17.-25. Juni 2017 og 25.08.-03.09.2017 i Angelika Kauffmann-Saal i Schwarzenberg, Østrig

## Weblinks
- Schubertiade Schwarzenberg | Hohenems
- Franz Schubert Museum Hohenems Arkiveret 24. november 2018 hos  Wayback Machine
- Elisabeth-Schwarzkopf-Museum Hohenems Arkiveret 28. marts 2019 hos  Wayback Machine